# Langhaariger Frauenmantel
Der Langhaarige Frauenmantel (Alchemilla crinita), auch Runzelblatt-Frauenmantel genannt, ist eine Pflanzenart aus der Gattung Frauenmantel (Alchemilla) innerhalb der Familie der Rosengewächse (Rosaceae). Sie ist in den gemäßigten Gebieten Mittel- und Osteuropas verbreitet.

## Beschreibung
Der Langhaarige Frauenmantel ist eine sommergrüne, ausdauernde krautige Pflanze, die Wuchshöhen von 5 bis 40 Zentimetern erreicht. Die oberirdischen vegetativen Pflanzenteile sind abstehend behaart. Der Stängel ist nur wenig länger als die Grundblätter und bis zu den Verzweigungen behaart. Die Laubblätter sind in Blattstiel und Blattspreite gegliedert. Der Blattstiel sind oft nur unterhalb der Blattspreite rückwärts gerichtet und sehr dicht behaart. Die Grundblätter sind bei einer Breite von bis 10 Zentimetern nierenförmig, kaum gewellt, sieben- bis neunlappig und haben lebend oberseits ein deutlich eingesenkte Blattadern. Die Blattlappen sind flachbogig und besitzen ziemlich grobe, stumpfliche Zähne.
Die Blütezeit erstreckt sich von Mai bis Oktober. Im nur wenig verzweigten Blütenstand sind die Teilblütenstände locker angeordnet. Der Blattstiel und die Blüte sind kahl. Die zwittrigen Blüten sind gelblich-grün. Der Kelchbecher ist breit glockig. Es werden einsamige Nüsschen gebildet.
Die Chromosomengrundzahl beträgt x = 8; es wurden Chromosomenzahlen von 2n = 102-108 gefunden (hoher Ploidiegrad).

## Ökologie
Beim Langhaarigen Frauenmantel handelt es sich um einen Hemikryptophyten.
Die Blüten sind proterandrisch. Blütenökologisch handelt es sich um Scheibenblumen mit offenen Nektar und Fliegenblüten mit freiliegendem Honig. Die typischen Bestäuber sind Fliegen.
Der Langhaarige Frauenmantel ist autonom obligat apomiktisch; für die Samenentwicklung ist keine Bestäubung nötig. Diasporen sind die Nüsschen.

## Vorkommen und Gefährdung
Das Verbreitungsgebiet des Langhaarigen Frauenmantels liegt in den gemäßigten Gebieten von Mittel- und Osteuropa. Der Langhaarige Frauenmantel kommt von Frankreich im Westen bis nach Westsibirien im Osten, im Norden bis ins südliche Skandinavien, im Süden tritt er noch in Griechenland und Italien (nur in den Alpen zerstreut) auf. In Deutschland kommt er in den Allgäuer Alpen verbreitet, Voralpenland zerstreut, Bayerischer Wald lokal, Erzgebirge selten, Thüringer Wald und Böhmerwald vor.
Der Langhaarige Frauenmantel gedeiht in der montanen (bis alpinen) Höhenstufe. Er besiedelt frische bis feuchte Wiesen, Weiden und Ruderalstellen.
In Deutschland wird der Langhaarige Frauenmantel als nicht gefährdet bewertet, in Baden-Württemberg ist er sehr selten, in Bayern gilt er als nicht gefährdet und in Sachsen ist er vom Aussterben bedroht.
Die Zeigerwerte nach Ellenberg sind: Lichtzahl L7 = Halblichtpflanze, Temperaturzahl T3 = Kühlezeiger, Kontinentalitätszahl K4 = subozeanisch, Feuchtezahl F6 = Frische- bis Feuchtezeiger, Reaktionszahl (Starksäure- bis Basen-/Kalkzeiger) Rx = indifferentes Verhalten, Stickstoffzahl N4 = stickstoffarme bis mäßig stickstoffreiche Standorte anzeigend, Salzzahl S0 = nicht salzertragend, Schwermetallresistenz = nicht schwermetallresistent.

## Systematik
Die Erstbeschreibung von Alchemilla crinita erfolgte 1892 durch Robert Buser in Magnier, Scrin. Fl. Select., 11, S. 256, Nummer 2732. Synonyme für Alchemilla crinita Buser sind: Alchemilla vulgaris subsp. crinita (Buser) K. Bertsch & F.Bertsch, Alchemilla palmata subsp. crinita Soó & Palitz. Alchemilla crinita gehört zur Sektion Alchemilla aus der Gattung Alchemilla.